# Henry Shapcott
Sir Henry Shapcott, britanski general, * 1888, † 1967.